# Aubrey II. de Vere
Aubrey II. de Vere (lat. Alberic[us] de Ver, * um 1080; † 15. Mai 1141 war der älteste überlebende Sohn von Aubrey I. de Vere, der mit Wilhelm dem Eroberer 1066 nach England gekommen war.
Aubrey II. diente als Sheriff in zahlreichen Grafschaften und als Justiciar unter den Königen Heinrich I. und Stephan. 1133 wurde er von Heinrich I. mit dem Amt des Lord Great Chamberlain betraut, nachdem sein Vorgänger Robert Malet abgesetzt und enteignet worden war. Der Chronist Wilhelm von Malmesbury berichtet, dass Aubrey König Stephan 1139 vertrat, als dieser vor ein Kirchenkonzil gerufen wurde, um zur Beschlagnahme von Burgen des Bischofs Roger von Salisbury auszusagen. 1141 wurde er bei einem Aufstand in London getötet. Aubrey II. de Vere wurde im Familienmausoleum Colne Priory bestattet.
Aubrey II. de Vere heiratete Adeliza/Alice, Tochter von Gilbert de Clare, Lord of Clare and Tonbridge. Ihre bekannten Kinder sind:
- Aubrey de Vere, 1. Earl of Oxford
- Rohese de Vere ⚭ Geoffrey de Mandeville, 1. Earl of Essex
- Robert
- Alice "of Essex"
- Geoffrey
- Juliana, Countess of Norfolk
- William de Vere, Bischof von Hereford
- Gilbert, Prior des Johanniterordens in England
- Tochter ⚭ Roger de Ramis

Sein ältester Sohn Aubrey III. wurde später zum Earl of Oxford ernannt, er und seine Nachkommen hielten das Master-Amt des Vaters, das zum Lord Great Chamberlain aufgewertet wurde, bis zum Erlöschen der Familie in männlicher Linie 1703.